# من و بابی و برادر بابی
«من و بابی و برادر بابی» (انگلیسی: Me and Bobby and Bobby's Brother)  ترانه‌ای از ابرگروه موسیقی پاپ آبا است که در سال ۱۹۷۳ منتشر شد.
این آهنگ بازگوکنندهٔ «خاطرات یک زن از دوستان دوران کودکی خود» است.